# Emblematodes cyanochra
Emblematodes cyanochra är en fjärilsart som beskrevs av Edward Meyrick 1914. Emblematodes cyanochra ingår i släktet Emblematodes och familjen äkta malar.
Artens utbredningsområde är Malawi. Inga underarter finns listade i Catalogue of Life.